# 2023年マタモロス誘拐事件
2023年3月3日、4人のアメリカ人がメキシコタマウリパス州マタモロスで誘拐された。アメリカ当局は、彼らが麻薬カルテルのメンバーによってハイチ人の麻薬密売業者と間違えられた可能性が高いと述べた。

## 事件
4人のアメリカ合衆国市民であるShaeed Woodard、Zindell Brown、Eric Williams、Latavia "Tay" McGeeは、全員アフリカ系アメリカ人でサウスカロライナ州の居住者であった。2023年3月3日の朝、彼らはMcGeeの美容整形手術を受けるために国境を越えた。その直後、彼らのミニバンはマタモロス中心部で武装集団に阻止され、4人はピックアップトラックの荷台に乗せられた。メキシコ人の通行人Arely Pablo Servandoは、拉致の際に流れ弾に当たって死亡した。タマウリパス州知事アメリコ・ビジャレアルによると、カルテルは拉致された犠牲者を救出の努力を混乱させ回避するために移動させ、ある時点で診療所に連れて行った。
2023年3月7日、行方不明のアメリカ人たちは、マタモロスで拉致された場所から南東10 km (6.2 mi)のエヒドであるEl Tecoloteで治安部隊によって発見された。WoodardとBrownは死亡していた。Williamsは脚に3発の銃創を負い、McGeeは肉体的な怪我はなかった。2人は発見直後に国境に運ばれ、テキサス州の病院に入院した。バジェ・エルモソ出身の24歳の男性が彼らを警備しているところを発見され、拘束され、加重誘拐罪で起訴された。
3月9日の早朝、マタモロス中心部の最初の拉致現場に、5人の男性が手足を縛られた状態で放置されているのが発見された。添えられたメッセージは、ガルフ・カルテルの「Grupo Escorpión」派からのものとされ、犯人であることを認め、国境の両側の犠牲者の家族とマタモロスの人々全般に謝罪した。5人は後に州検察庁によって加重誘拐と殺人で起訴された。

## 余波
サウスカロライナ州選出のアメリカ合衆国上院議員リンゼー・グラムは、この事件を受けて、麻薬カルテルをアメリカ合衆国国務省の外国テロ組織リストに追加するようアメリカ合衆国に求め、メキシコ政府にはカルテルを壊滅させるか、アメリカ軍の介入を受け入れるよう圧力をかけた。
これに対し、メキシコ大統領アンドレス・マヌエル・ロペス・オブラドールはいかなる形態の外国の干渉も「メキシコ国民への侮辱」であると述べ、アメリカ合衆国に住むメキシコ人とラテンアメリカ人に、共和党議員がメキシコへの介入を止めるまで共和党議員に投票しないよう求める情報キャンペーンを開始すると脅した。一部の野党政治家と人権活動家は、行方不明のアメリカ人たちが発見された速さに憤慨し、未解決のままである国内の何千人もの強制失踪の犠牲者たちと対照的であると述べた。
この事件以前から、タマウリパス州を含む6つの州は、アメリカ合衆国国務省の「渡航中止勧告」リストに掲載されていた。3月11日、マタモロス拉致事件と2月下旬に同じ地域でテキサス州から来た3人の女性が行方不明になった事件を受けて、テキサス州公安局は、州民に対し、麻薬カルテルの暴力やその他の犯罪活動が続いているため、来たる春休みの休暇中にメキシコのどこへも旅行を控えるよう促した。